# Нові Ржавці
Нові Ржа́вці (рос. Новые Ржавцы, ерз. Од Шямонь) — присілок у складі Ковилкінського району Мордовії, Росія. Входить до складу Великоазяського сільського поселення.
Населення — 73 особи (2010; 110 у 2002).
Національний склад станом на 2002 рік:
- мордва — 96 %